# Oliver Zwarg
Oliver Zwarg (* 1971 in Bergisch Gladbach, Rheinisch-Bergischer Kreis, Nordrhein-Westfalen) ist ein deutscher Konzert- und Opernsänger (Bassbariton) und Gesangspädagoge.

## Leben
Nach dem Abitur 1991 in Syke (Niedersachsen) begann Zwarg mit einem Studium der Geschichte, Schulmusik (Hauptfächer: Klavier, Chorleitung und Musikgeschichte) und Erziehungswissenschaften an der Universität Bremen. Gleichzeitig erhielt er eine private Gesangs- und Sprecherziehungsausbildung bei Marianne Spiecker und Heribert Langosz. Es schloss sich 1996 ein Aufbaustudium bei Klaus Nagora und Kathrin Prick an der Opernschule Stuttgart mit Gesangsunterricht bei Julia Hamari und dem Korrepetitor Carl Davis an der Musikhochschule Stuttgart an. 1997 erfolgte ein zusätzliches Studium in der Liedklasse von Konrad Richter. 1999 schloss Zwarg sein Hochschulstudium in Stuttgart mit Auszeichnung ab.

## Wirken

### Als Opernsänger
Sein Bühnendebüt hatte Zwarg 1997 bei den Ludwigsburger Schloßfestspielen. Danach führten ihn feste Engagements an die Hamburgische Staatsoper (1999) sowie an die Staatsoper Hannover (2001). Hier sang er unter anderem Rollen wie Gianni Schicchi, Schaunard, Fra Melitone, Ramphis, Monterone, Papageno, Figaro, Leporello, Kecal, Bartolo im „Barbiere von Sevilla“, Frank in „Die Fledermaus“ und Mirko Zeta in „Wozzeck“. In diesen Jahren führten ihn Gastspiele u. a. nach Barcelona, an die Komische Oper Berlin, an die Bayerische Staatsoper München, an das Staatstheater in Mannheim und in Saarbrücken. Er gastierte bei den Wiener Festwochen, beim Edinburgh Festival, beim Luzerne Festival und wiederholt bei den Ludwigsburger Schloßfestspielen und an der Staatsoper Stuttgart als Leporello sowie als Golaud. Durchschlagenden Erfolg hatte er bei seinem Frankreich-Debüt als Kurwenal am Théâtre du Capitole Toulouse. 2014/2015 war er als Barak in Frau ohne Schatten am Hessischen Staatstheater Wiesbaden zu sehen. 2015 sang er den „Gyges“ im König Kandaules am Theater Augsburg und 2016 den Gilles de Rais in Walter Braunfels’ Jeanne d’Arc – Szenen aus dem Leben der Heiligen Johanna an der Kölner Oper.

### Als Konzertsänger
Seit 2006 ist Zwarg freischaffend als Konzert- und Opernsänger sowie als Gesangspädagoge tätig.
Sein Konzertrepertoire umfasst Werke von Bach, Beethoven, Bruckner, Buxtehude, Donizetti, Dvorak, Händel, Haydn, Mahler, Mendelssohn Bartholdy, Mozart, Puccini, Reinthaler, Rossini, Saint-Saens, Schubert, Schütz, von Suppè, Telemann, Verdi u. a.

### Theaterpädagogische Projekte
Zwarg hatte in den 1990er Jahren wiederholt die Leitung von Musiktheaterworkshops am Gymnasium Syke inne. 2001 erfolgte ein Fachvertrag an der Staatsoper Hannover für die Mitarbeit an dem theaterpädagogischen Opernprojekt „Club X“. 2002 übernahm und leitete er das Opernprojekt „Club X“ zusammen mit der Theaterpädagogin Irina Graf. Dabei entstand das Musiktheaterstück „Real cool“. 2003 war er Mitbegründer und Leiter des musiktheatralischen Projekts „Club XL“ zusammen mit einer Theaterpädagogin an der Staatsoper Hannover.

### Als Gesangspädagoge
1998 begann Zwarg seine Tätigkeit als freischaffender Gesangspädagoge. Seit 2003 unterrichtet er Gesang an der Hochschule für Musik und Theater Hannover.

## Preise und Auszeichnungen
- 2. Preis beim Bundeswettbewerb Gesang in der Kategorie Konzert

## Rundfunk- und Fernsehaufnahmen
Rundfunk- und Fernsehaufnahmen erfolgten bei folgenden Sendern: NDR, WDR, Radio Bremen, SFB, arte, ZDF, Spanisches Fernsehen
Belgischer Rundfunk, Niederländischer Rundfunk, Deutschlandradio, MDR, Chinesisches Fernsehen

## CD- und DVD-Aufnahmen
Inzwischen ist Zwarg auf einigen CD- und DVD-Aufnahmen zu hören und zu sehen:
- G.F. Händel: Giulio Caesare in Egitto. (Achillas)
- C. M. v. Weber: Der Freischütz. (Kilian)
- J. Haydn: Die Schöpfung. (Raphael und Adam)
- S. Ernst: „… noch sind die Wege offen“
- F. Schreker: Der Schmied von Gent. (Schmied Smee)
- R. Strauss: Elektra. (Pfleger des Orest)
- R. Wagner: Die Meistersinger von Nürnberg. (Fritz Kothner)